# Bree Runway
Brenda Wireko Mensah (* 18. November 1992 in London), auch Bree Runway, ist eine englische Sängerin, Rapperin und Songwriterin, die aus dem London Borough of Hackney stammt.

## Leben und Karriere
Runway wurde 1992 als Tochter eines Schlagzeugers geboren. Bereits während ihrer Schulzeit begann sie zu musizieren; im Alter von 15 Jahren schrieb sie ihr erstes Lied über ihre verstorbene Großmutter. Ihre Arbeit als Musikproduzentin begann, nachdem sie sich von ihrem ersten Gehalt ein Aufnahmegerät zulegte.
Ihr Künstlername Runway wurde inspiriert durch ihren Cousin, der sich auf Facebook „Runway Pedro“ nannte. Im November 2015 veröffentlichte sie ihre erste eigene EP mit dem Titel RNWY auf SoundCloud, im Mai des darauffolgenden Jahres folgte ihre zweite EP Bouji.
2018 erhielt sie bei Virgin EMI Records einen Plattenvertrag, wo im August 2019 ihre erste kommerzielle EP Be Runway erschien. In Verbindung hierzu stand die Pre-Veröffentlichung der Single 2ON im Mai 2019. Im November 2020 wurde ihr Debütalbum, ein Mixtape mit dem Titel 2000AND4EVA, von EMI/Universal veröffentlicht. Ein Jahr später folgte die Single HOT HOT, die auf der Social-Media-Plattform TikTok verfügbar ist.

## Auszeichnungen
Nominierungen
- 2020: MOBO Awards
- 2020: BBC Sound of … 2021[5]

## Diskografie
Alben
- 2020: 2000AND4EVA (EMI Records / Universal)

EPs
- 2019: Be Runway (Virgin EMI Records)

Singles
- 2020: Damn Daniel (Virgin EMI Records)